# A Trick of the Tail (chanson)
Albums de Genesis
The Lamb Lies Down On Broadway Wind and Wuthering
A Trick of the Tail est une chanson du groupe Genesis extraite de l'album éponyme et sortie en 1976.
La chanson a été écrite par Tony Banks, et a été la première du groupe à avoir une vidéo promotionnelle réalisée par Bruce Gowers, montrant le groupe autour d'un piano. C'est aussi le premier single du groupe chanté par Phil Collins après le départ de Peter Gabriel. Le single est sorti avec le titre Ripples en face B. La chanson, écrite en 1972, devait initialement sortir sur l'album Foxtrot. C'est le premier succès du groupe aux États-Unis, avec une place n°31 dans les charts. Les paroles sont inspirées du roman de William Golding The Inheritors, paru en 1955.

## Histoire
La chanson est sortie en single avec Ripples en face B mais n'a pas eu d'impact significatif sur les charts. La majorité de la chanson a été écrite en 1972 et était à l'origine destinée à l'album Foxtrot. Le rythme de la chanson, selon Banks, est en partie influencé par Getting Better des Beatles. 
Les paroles sont inspirées du roman de 1955 The Inheritors de l'auteur britannique William Golding. Comme une grande partie de l'album A Trick of the Tail, les paroles de la chanson se concentrent sur un personnage spécifique : la "Bête" qui quitte son propre royaume et entre dans le monde des humains. Cette dernière est capturée et exposée dans un cirque après que ses ravisseurs ont refusé de croire en son royaume. La Bête déplore sa décision de quitter sa maison, la décrivant comme un paradis recouvert d'or. Ses ravisseurs la relâchent à la seule condition qu'elle les conduise dans son monde. Cependant, tout comme ils voient ce qui semble être une "flèche d'or", ils découvrent que la Bête a disparu, bien qu'ils entendent toujours sa voix.

## Musiciens
- Phil Collins : chant, chœurs, batterie, percussions
- Tony Banks : Piano, orgue, synthétiseur, chœurs
- Steve Hackett : guitare électrique
- Mike Rutherford : basse, pédales basse Moog Taurus